# Acanthoponera
Acanthoponera é um gênero de insetos, pertencente à família Formicidae.

## Espécies
- Acanthoponera goeldii
- Acanthoponera minor
- Acanthoponera mucronata
- Acanthoponera peruviana